# Sabinaíta
La sabinaíta es un mineral de la clase de los minerales carbonatos y nitratos. Fue descubierta en 1980 en la isla de Montreal (Canadá), siendo nombrada así en honor de Ann Sabina Stenson, mineralogista canadiense. Un sinónimo es su clave: IMA1978-071.

## Características químicas
Es un carbonato anhidro con aniones adicionales de oxígeno y cationes de sodio, titanio y circonio.

## Formación y yacimientos
De aparición rara, se ha encontrado en rocas ígneas ricas en dawsonita, de tipo silicocarbonatita. También en el interior de cavidades en roca sienita con sodalita, asociado con un complejo sienita - gabro alcalino intrusivo.
Suele encontrarse asociado a otros minerales como: calcita, dawsonita, weloganita, criolita, pirita, galena, barita, ilmenorrutilo, ankerita, siderita, cuarzo, albita, microclina, analcima, sodalita, pectolita, dolomita o egirina.